# 長原梅園

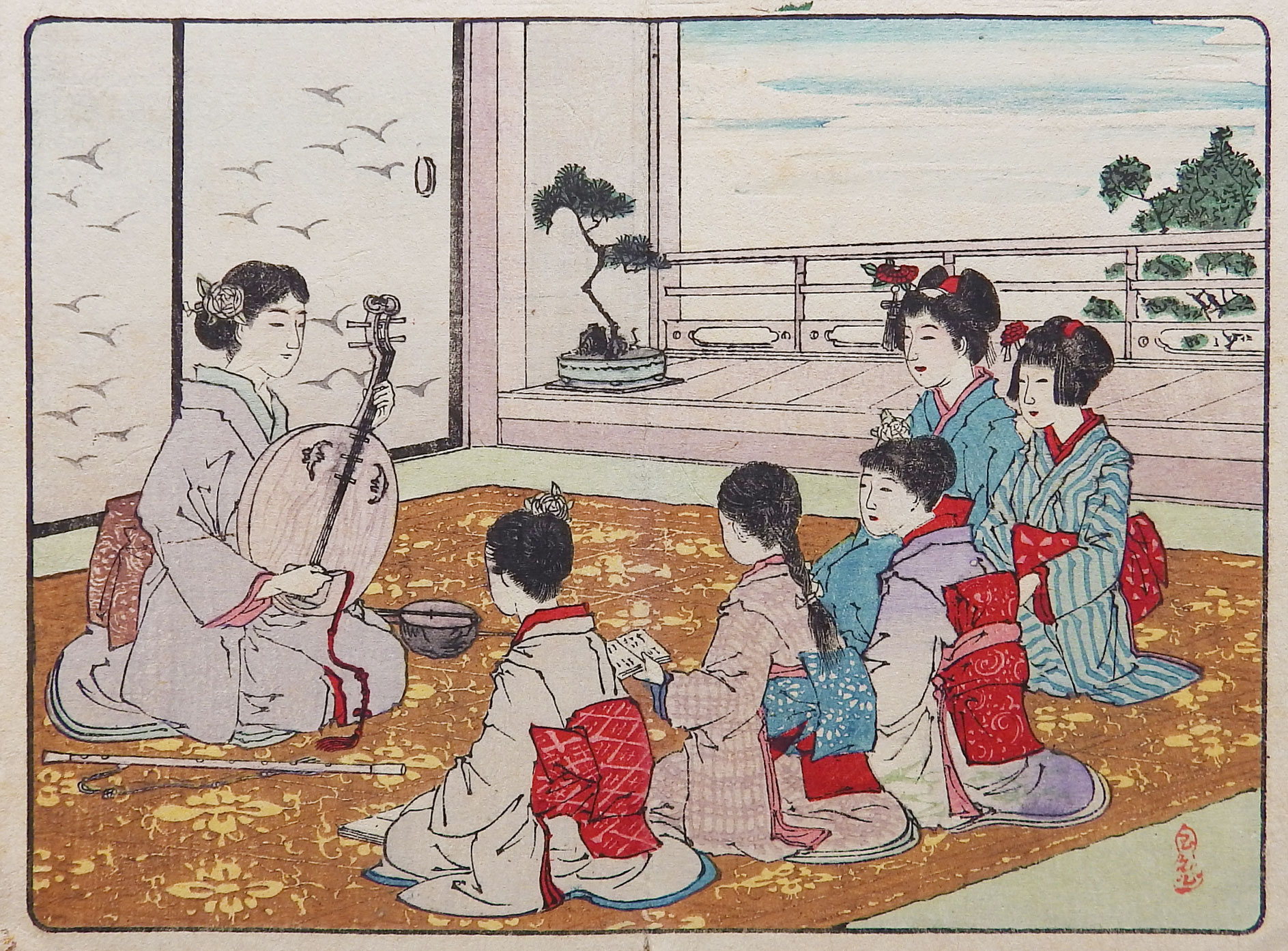
清楽の月琴を指導する長原梅園。『月琴俗曲今様手引草』1889年刊より。

長原 梅園（ながはら ばいえん、文政6年（1823年） - 明治31年（1898年））は、江戸時代後期から明治時代にかけて活躍した女性清楽（しんがく）家、浮世絵師。名は仙、字は麻姑、若いころの号は墨梅仙史で平井仙姑とも呼ばれた。画家の平井均卿（平井竹寿）の次女で、姉は平井連山。

## 来歴
天保4年（1833年）、年が親子ほども離れた姉の平井連山とともに、清楽家の曾谷長春（長崎で金琴江から清楽を学んだ医師）に師事し、姉妹そろって月琴の演奏家となった。その後、安政元年（1855年）、姉とともに江戸から大坂に移住し、明治時代まで清楽の普及と発展に努めた。
画家としては「梅園女史」とも呼ばれ、天保から安政期に肉筆の美人画を残している。作品の多くは姉の連山との合作であり、梅園は主に人物を描いている。なお、嘉永3年（1850年）に刊行された『芸園一覧』には「霊岸島 平井梅園」という名が見られ、当時同地に居住していた連山との合筆が多い。
清楽界においても盛名を馳せ、姉・平井連山とともに月琴の妙手として知られた。山中吉郎兵衛編『青湾茗醼図誌』明治9年（1876年）刊の「第十一席」は「明清楽　平井連山　長原梅園」である。

## 著作
- 『清楽詞譜』　1884年刊の清楽譜
- 『月琴俗曲爪音の余興』　1886年刊の清楽譜
- 『月琴俗曲今様手引草』　1889年刊の清楽譜

## 作品
- 「美人納涼図」 1幅
- 「町娘戯猫図」 1幅 平井連山と合作
- 「奥方観菊図」 1幅 平井連山と合作